# Лимени
Давид Ливаја (Београд, 11. април 2000), познат као Лимени, српски је музичар и један од оснивача издавачке куће Генерација Зед.

## Биографија
У музичке воде упловио је током 2016. године заједно са Рељом Торином, када је радио на снимању спота за његову прву песму Златни Flow. Идуће године су наставили сарадњу и Лимени је радио на снимању свих спотова за песме које су објављене током 2018. године у склопу Рељиног албума Сленг.
Сарадња Давида и Реље је фебруара 2019. године довела до стварања Генерације Зед, продукцијске куће коју су њих двојица основали заједно са Хенијем. Крајем те године Лимени је гостовао на песми Фавела коју су Реља Торино и Лаки Соса објавили у склопу њиховог албума Привођен, осуђиван?, а такође је компоновао песму Лобања коју је избацила Кобрица.
У наредном периоду је у склопу продукцијске куће радио на писању текстова и компоновању песама за бројне музичаре, међу којима су Хенијева Само на ноћ, Лутка Бресквице, Чик погоди Попова, као и песма Кокакола коју су објавили Реља Торино и Поповска.
Августа 2020. године објавио је своју прву соло песму под називом Параноја, за коју је сам правио музику, док је текст писао заједно са Рељом Торином. Поред тога, априла 2022. је са Хенијем објавио песму X6.

## Дискографија

### Синглови
- Фавела (ft. R’, Лаки Соса, 2019)
- Параноја (2020)
- X6 (ft. Henny, 2022)
- Битанга (2023)

### Као композитор и текстописац
| Година | Извођач               | Песма       | Улога                   | Реф.   |
| ------ | --------------------- | ----------- | ----------------------- | ------ |
| 2019.  | Кобрица               | Лобања      | Композитор              | [ 6 ]  |
| 2021.  | Хени                  | Само на ноћ | Текстописац             | [ 9 ]  |
| 2022.  | Бресквица             | Лутка       | Текстописац, композитор | [ 10 ] |
| 2022.  | Попов                 | Чик погоди  | Текстописац             | [ 11 ] |
| 2022.  | Реља Торино, Поповска | Кокакола    | Текстописац, композитор | [ 12 ] |
| 2023.  | Бресквица, Теодора    | Дрифт       | Композитор              | [ 13 ] |